# Marcus Argentarius
Marcus Argentarius was een verder onbekend gebleven dichter van Griekse epigrammen. In de Anthologia Palatina zijn enkele tientallen puntdichten van hem bewaard.
Er is vrijwel niets bekend over het leven van deze auteur. Op grond van enkele inhoudelijke gegevens uit zijn gedichten kan men afleiden dat hij heeft geleefd, vermoedelijk te Rome, ergens tussen 50 voor en 50 na Chr., en dat zijn hoogtepunt als dichter vermoedelijk samenvalt met de eerste jaren van de Romeinse Keizertijd. Zo heeft hij het in één gedicht over een altaar van Serapis: nu werd de cultus van deze Egyptische god te Rome officieel geïntroduceerd in 43 v.Chr., maar hij werd pas echt populair onder Tiberius. In een ander gedicht maakt Marcus Argentarius een toespeling op zijn armoede, maar of dit au sérieux genomen moet worden is hoogst twijfelachtig, omdat het om een literaire pose zou kunnen gaan.
Zijn Latijnse naam hoeft niet te betekenen dat Marcus Argentarius van oorsprong een Romein was, want er zijn uit die tijd andere gevallen bekend van niet-Romeinse personen die een Latijnse naam aannamen. Dat hij zich van het Grieks bediende hoeft anderzijds evenmin te betekenen dat hij een Griek was, want in die periode beheersten de Romeinen haast even vlot het Grieks als het Latijn. Seneca de Oudere citeert in zijn werken Suasoriae (uit 34 na Chr.) en Controversiae regelmatig passages uit het werk van een zekere (verder onbekende) redenaar "Argentarius" (zonder praenomen); het is niet uitgesloten dat het om één en dezelfde persoon gaat.
Uit de 37 in de Anthologia Palatina op naam van Marcus Argentarius bewaarde epigrammen kan men de volgende stijlkenmerken afleiden:
- een zekere voorkeur voor neologismen: een vrij groot aantal woorden zijn zelfs hapax legomena;
- een gecultiveerd gevoel voor humor.